# الگانکوئین (ایلینوی)
الگانکوئین، ایلینوی (به انگلیسی: Algonquin, Illinois) یک منطقهٔ مسکونی در ایالات متحده آمریکا است که در ایلی‌نوی واقع شده‌است.

## خصوصیات
الگانکوئین ۳۰٬۰۴۶ نفر جمعیت دارد.